# Archosargus rhomboidalis
 Archosargus rhomboidalis és un peix teleosti de la família dels espàrids i de l'ordre dels perciformes. que es troba a les costes de l'Atlàntic occidental: des de Nova Jersey (Estats Units) i el nord-est del Golf de Mèxic fins a l'Argentina, però és absent de les Bahames.
Pot arribar als 33 cm de llargària total i 550 g de pes.